# Maghrawa (Tunisie)
Pour les articles homonymes, voir Maghraoua.
Maghrawa (arabe : مغراوة) ou Aïn Maghrawa (عين مغراوة) est une ville de l'actuelle Tunisie, située dans la région de Makthar. Lieu de la cité secondaire de Macota, Ahmed M'Charek a démontré que l'endroit était le lieu de provenance de la série de stèles dites à tort « de la Ghorfa ».